# Aire d'attraction de Péronne
L'aire d'attraction de Péronne est un zonage d'étude défini par l'Insee pour caractériser l’influence de la commune de Péronne sur les communes environnantes. Publiée en octobre 2020, elle se substitue à l'aire urbaine de Péronne, qui comportait 8 communes dans le zonage de 2010.

### Carte

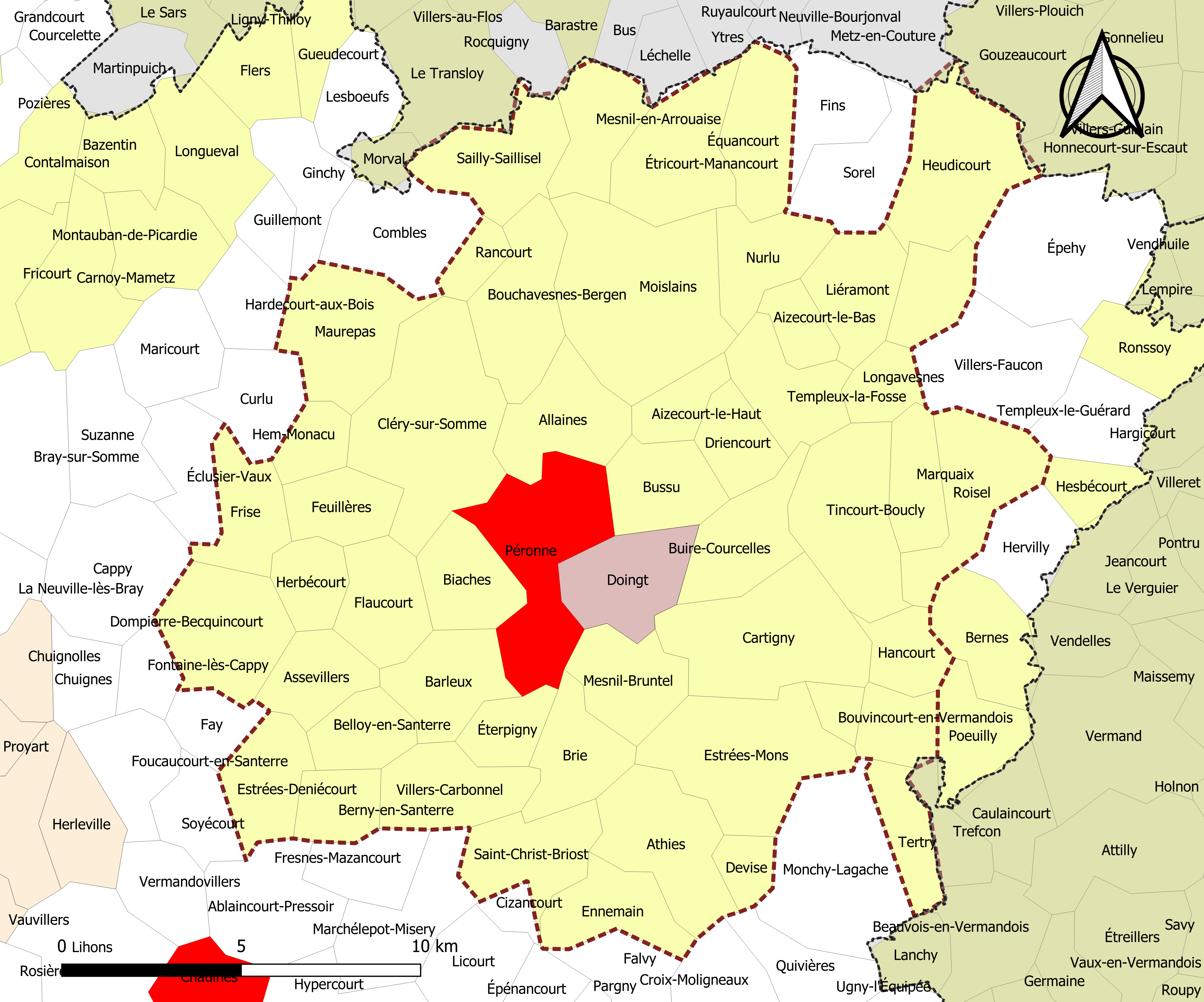
Carte de l'aire d'attraction de Péronne.
Commune-centre
Commune du pôle principal
Commune de la couronne

## Définition
L'aire d'attraction d'une ville est composée d’un pôle, défini à partir de critères de population et d’emploi ainsi que d’une couronne constituée des communes dont au moins 15 % des actifs travaillent dans le pôle. Le pôle d’attraction constitue ainsi un point de convergence des déplacements domicile-travail,.

## Géographie
L’aire d'attraction de Péronne est une aire intra-départementale qui comporte 52 communes dans la Somme. 

### Composition communale
| Catégorie                 | Département | Communes | Communes |
| Catégorie                 | Département | Nombre   | Libellé |
| ------------------------- | ----------- | -------- | --- |
| Commune-centre            | Somme       | 1        | Péronne. |
| Commune du pôle principal | Somme       | 1        | Doingt. |
| Communes de la couronne   | Somme       | 50       | Aizecourt-le-Bas, Aizecourt-le-Haut, Allaines, Assevillers, Athies, Barleux, Belloy-en-Santerre, Berny-en-Santerre, Biaches, Bouchavesnes-Bergen, Bouvincourt-en-Vermandois, Brie, Buire-Courcelles, Bussu, Cartigny, Cléry-sur-Somme, Devise, Dompierre-Becquincourt, Driencourt, Ennemain, Équancourt, Estrées-Deniécourt, Éterpigny, Étricourt-Manancourt, Feuillères, Flaucourt, Frise, Guyencourt-Saulcourt, Hancourt, Hem-Monacu, Herbécourt, Heudicourt, Liéramont, Longavesnes, Marquaix, Maurepas, Mesnil-Bruntel, Mesnil-en-Arrouaise, Moislains, Estrées-Mons, Nurlu, Rancourt, Roisel, Sailly-Saillisel, Saint-Christ-Briost, Templeux-la-Fosse, Tertry, Tincourt-Boucly, Villers-Carbonnel, Vraignes-en-Vermandois. |

## Démographie
Cette aire est catégorisée dans les aires de moins de 50 000 habitants, une catégorie qui regroupe 12,2 % de la population au niveau national,.